# Ореховая Горка
Ореховая Горка — деревня в Ивангородском городском поселении Кингисеппского района Ленинградской области.

## История
Мыза Ново-Ивановская (Лилиенбах, Ореховая Горка) была создана на земле, пожалованной в 1797 году императором Павлом I Антону (Отто-Магнусу) Егоровичу Штакельбергу, происходившему из эстляндского баронского рода.
На карте Санкт-Петербургской губернии А. М. Вильбрехта 1792 года на месте современной деревни отмечена мыза Лилиенбарх.
На карте Санкт-Петербургской губернии Ф. Ф. Шуберта 1834 года она указана как мыза «Барона Штакельберга».

НОВОИВАНОВСКАЯ — мыза принадлежит барону Штакельберху, число жителей по ревизии: 9 м. п., 5 ж. п.
В оной: винокуренный завод. (1838 год)

Мыза Штакельберг упоминается на карте Ф. Ф. Шуберта 1844 года. Согласно плану окрестностей города Нарвы 1845 года на «мызе барона Штакельберга» работала ветряная мельница. К 1846 году при мызе была населена деревня, построена часовня и разбито кладбище.

НОВОИВАНОВСКАЯ — деревня гвардии ротмистра Штакельберга, по почтовой дороге, число дворов — 6, число душ — 22 м. п. (1856 год)

Согласно картам Ф. Ф. Шуберта 1855, 1860, 1868 и 1872 годов имение Штакельберга называлось Мыза Ново-Ивановская.

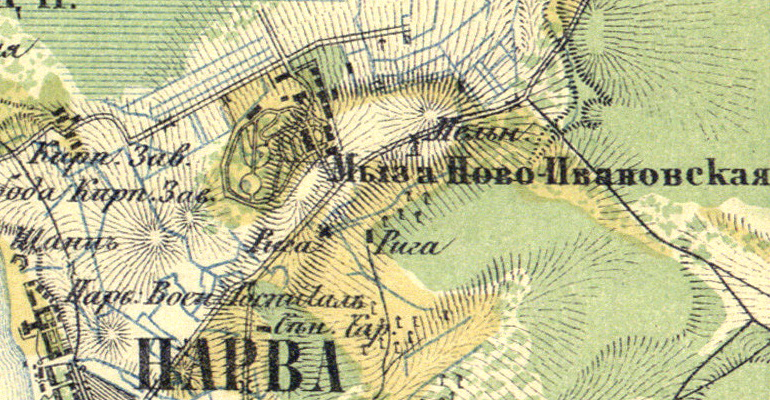
Мыза Ново-Ивановская на карте 1860 года

НОВОИВАНОВСКАЯ — мыза владельческая при колодцах, число дворов — 1, число жителей: 20 м. п., 18 ж. п. Винокуренный завод. (1862 год)

В конце XIX — начале XX века мыза административно относилась к Наровской волости 2-го стана Ямбургского уезда Санкт-Петербургской губернии.
С 1920 по 1940 год, по условиям Тартуского мирного договора, мыза входила в состав волости Нарва буржуазной Эстонии.

План мызы Лилиенбах. 1938 год

Согласно топографической карте РККА 1938 года на месте современной деревни находилась мыза под названием Лилиенбахи.
По данным 1966, 1973 и 1990 годов деревня Ореховая Горка находилась в составе Кошкинского сельсовета Кингисеппского района.
В 1997 году в деревне Ореховая Горка Большелуцкой волости проживали 2 человека, в 2002 году — 1 человек (украинец), в 2007 году — 7 человек.

## География
Деревня расположена в западной части района к северу от автодороги А180 «Нарва» (E 20) (Санкт-Петербург — Ивангород — граница с Эстонией) и к северо-востоку от Ивангорода.
Расстояние до административного центра поселения — 0,5 км.
Расстояние до ближайшей железнодорожной станции Кингисепп — 3 км.

## Демография
| 1997 | 2007 | 2010 | 2017 |
| ---- | ---- | ---- | ---- |
| 2    | ↗7   | ↗10  | ↘7   |

### Национальный состав
Согласно данным Всероссийской переписи населения 2021 года в деревне проживали 5 человек, все русские.